# Izaut-de-l'Hôtel
Izaut-de-l'Hôtel è un comune francese di 307 abitanti situato nel dipartimento dell'Alta Garonna nella regione dell'Occitania.

## Società

### Evoluzione demografica
Abitanti censiti